# Zweisilbler
Der Zweisilb(l)er (selten auch Disyllabus) ist in der Verslehre bei silbenzählendem Versprinzip ein Versmaß bzw. Vers mit nur zwei Silben. 